# Matilde af Skotland
Matilde af Skotland (døbt Edith, 1080 - 1. maj 1118) på engelsk også kendt som Good Queen Maud eller Matilda of Blessed Memory var dronning af England og hertuginde af Normandiet som den første hustru til kong Henrik 1. Hun fungerede som Englands regent ved flere lejligheder under Henriks fravær: I 1104, 1107, 1108 og 1111.
Som datter af kong Malcolm 3. af Skotland og Margrete af Wessex blev Matilde sendt til Romsey Abbey i det sydlige England for at blive uddannet under klostrets abbedisse, hendes moster Cristina. Ifølge overleveringerne fra Wilton Abbeys fra 1140'erne beordrede hendes tante hende til at blive nonne for at beskytte hende mod Vilhelm 2. af Englands lyster, hvilket gjorde hendes far vred på grund af hendes muligheder for ægteskab. I 1093 blev Matilde forlovet med en engelsk adelsmand, til hendes far og hendes bror Edvard blev dræbt i et mindre togt. En rodet arvekonflikt i Skotland fulgte mellem hendes onkel Donald 3., hendes halvbror Duncan 2. og hendes bror Edgar til 1097, da Edgar overtog tronen.
Henrik 1. besteg den engelske trone i 1100 og foreslog straks ægteskab med Matilde på grund af hendes nedstamning fra den angelsaksiske slægt Wessex. Desuden tilbød hendes bror et bedre forhold mellem de to lande. Der var imidlertid vanskeligheder med ægteskabet. Et særligt kirkeråd blev indkaldt for at være overbevist om, at Matilde ikke havde aflagt nonneløftet. Som dronning af England påbegyndte Matilde flere byggeprojekter inden for transport og sundhed, tog en rolle i regeringen som mægler over for kirken og holdt et litterært hof. Hun fungerede som regent, mens hendes mand var borte, og mange chartre underskrevet af hende er bevaret. Matilde og Henrik fik to børn: Kejserinde Matilde og Vilhelm Adelin. Dronning Matilde blev begravet i Westminster Abbey og blev kærligt husket af sine undersåtter. Der var et forsøg på at få hende helgenkåret, det blev dog ikke genemført.

## Tidlige liv

### Barndom
Hun blev født i 1080 i Dunfermline i Skotland. Hendes forældre var kong Malcolm 3. og Margrete af Wessex. Det gjorde hende til efterkommer af både den skotske og angelsaksiske kongefamilie, da hun var oldebarn af Edmund Jernside og dermed nedstammede fra Alfred den Store. Den skotske prinsesse blev døbt Edith, og den anglo-normanniske prins Robert Curthose stod fadder. Den engelske dronning Matilde af Flandern stod ved døbefonten og var hendes gudmor. Edith hev i dronning Matildes hovedbeklædning, og det blev set som tegn på, at spædbarnet en dag ville være dronning.
Edith, hendes søster og hendes brødre blev opdraget af en kærlig, men streng mor, der ikke var bange for at anvende ris, når det gjaldt. Det er set som årsagen til de kongelige søskendes gode opførsel, og Margrete understregede også vigtigheden af fromhed. Da hun var omkring seks år gammel, blev Edith og hendes søster Maria sendt på uddannelse i Romsey Abbey ved Southampton i det sydlige England, hvor deres moster, Cristina, var abbedisse. I deres studier indgik ikke kun de normale feminine sysler, men prinsesserne lærte engelsk, fransk og latin, som var nødvendigt for at læse Augustins værker og Bibelen. Det antages, at Edith også lærte økonomisk ledelse og geometri.

### Arveskrise
Under sit ophold på Romsey og Wilton Abbey var den 13-årige Edith en meget efterspurgt brud, og Herman af Tournai hævdede, at selv kong Vilhelm 2. af England overvejede at gifte sig med hende. Hun afslog frieri fra William de Warenne, 2. jarl af Surrey og Alan Rufus, lord af Richmond. Imidlertid forlovede hendes forældre hende med Alan Rufus i 1093. Inden brylluppet gik hendes far ind i en strid med den engelske konge og strejfede rundt og plyndrede hans lande. Der blev han overrasket af Robert de Mowbray, jarlen af Northumbria, og dræbt sammen med sin søn Edvard. Efter at have hørt om sin mand og søns død, døde dronning Margrete den 16. november. Kort efter blev den forældreløse prinsesse forladt af sin forlovede, der stak af med en datter af Harold Godwinson, Gunhild af Wessex. Han døde dog inden de kunne blive gift.
Kort efter muligvis på grund af den rodede arvefølge brød en konflikt ud i Skotland mellem hendes onkel Donald, hendes halvbror Duncan og hendes bror Edgar. Edith havde forladt klosteret i 1093, da ærkebiskop Anselm af Canterbury skrev til biskoppen af Salisbury og beordrede, at "datteren af den afdøde konge af Skotland skal sendes tilbage til det kloster, som hun havde forladt". Imidlertid vendte hun ikke tilbage til Wilton og er indtil 1100 stort set ikke omtalt i krønikerne. I 1097 overtog Edgar tronen.

## En problematisk forlovelse
Efter Vilhelm 2.'s død i New Forest i august 1100 overtog hans bror Henrik straks det kongelige skatkammer og kronen. Han var manipulerende og dybsindig klog, kendt for sit strenge, men retfærdige styre og fuldstændig nådesløs under krig eller oprør. Hans næste opgave var at gifte sig, og hans valg faldt på Matilde, som han havde kendt i nogen tid. Vilhelm af Malmesbury fortæller, at Henrik havde "længe været knyttet" til hende, Orderic Vitalis skriver, at Henrik havde "længe elsket" hendes karakter og evner, og nogle kilder tilføjer, at hun var af "ikke dårligt udseende" på trods af at hun ikke forskønnede sit udseende med ansigtssminke. Det er muligt, at Edith havde tilbragt nogen tid ved Vilhelm Rufus' hof, og at parret havde mødtes der, men Henrik kunne være blevet introduceret til hende af sin lærer, biskop Osmund.
Fordi Edith var oldebarn af Edmund Jernside af den kongelige slægt i Wessex, ønskede Henrik at gifte sig med hende, for selv om han var født i England, havde han brug for en brud med bånd til den gamle Wessex-slægt for at øge sin popularitet hos englænderne og brug for at forene normannerne og angelsakserne. I deres arvinger ville de to fraktioner forenes og yderligere forene det nye styre. En anden fordel var, at England og Skotland blev politisk tættere. Tre af hendes brødre blev konger af Skotland én efter én og var usædvanligt venligtsindede over for England: Alexander 1. blev gift med Sibylla, en af Henrik 1.'s uægte døtre, og David 1. opholdt sig ved Henriks hof nogen tid før hans tronbestigelse.
Fordi Edith havde tilbragt det meste af sit liv i et kloster, var der en del polemik om, hun var en nonne og ifølge kirkeretten var ikke tilgængelig til ægteskab. Under hendes ophold på Romsey Abbey havde hendes moster Cristina tvunget hende til at bære slør. Edith, der besad en stærk vilje, var klar til at kæmpe for sin status som en ægtehustru end at blive i et kloster. Da ærkebiskop Anselm af Canterbury vendte tilbage til England efter et langt eksil, opsøgte hun ham for at overbevise ham om, at hun aldrig havde været nonne. Faktisk var hun ikke kun blevet tvunget til at bære slør, men hendes far havde "flået det stødende hovedbeklædning af [...] og revet det i stykker" ved synet af det.
Anselm erklærede sig uvillig til at tage en beslutning i en så vigtig sag og indkaldte til et biskopråd for at bestemme den kanoniske lovlighed af det foreslåede ægteskab og beordrede to undersøgelser til Wilton for at få førstehåndsviden om sagen. Edith svor, at hun aldrig havde aflagt hellige løfter og insisterede på, at hendes forældre havde sendt hende til England til uddannelse,  og at hendes moster havde givet hende sløret på for at beskytte hende "mod normannernes lyster", men hun havde hevet sløret af og trampet på det., Det fik hendes moster til at slå hende og skælde hende ud. Rådet konkluderede, at Edith ikke var nonne, aldrig havde været det, og at hendes forældre ikke havde tænkt, at hun skulle blive det, og det gav derfor deres tilladelse til ægteskabet.

## Dronning af England
Efter at Edith og Henrik blev gift den 11. november 1100 i Westminster Abbey af ærkebiskop Anselm af Canterbury, blev hun kronet som "Matilde", et helliget normannisk navn. Af hoffolk fik hun og hendes mand imidlertid snart tilnavnet 'Godric and Godiva', to typiske engelske navne fra tiden inden den normanniske erobring af England på grund af deres mere rustikke stil, især sammenlignet med Vilhelm 2.s flamboyante stil. På trods af det var Matildes hof i Westminster fyldt med digtere. Hun var kendt som en protektor for kunst, især musik.

### Diplomati
Hun fungerede som Englands regent under sin mands hyppige fravær på militære felttog i Normandiet og Frankrig, og Matilde var den udpegede leder af kong Henriks hof. Hun rejste rundt i England og besøgte sandsynligvis Normandiet omkring 1106-1107.
Under den engelske investiturstrid (1103–07) fungerede Matilde som mægler mellem kong Henrik og ærkebiskop Anselm. Hun skrev flere breve under Anselms fravær, hvori hun først bad ham om råd og om at vende tilbage, men senere i stigende grad for at mægle. Med dronningens hjælp blev striden løst gennem et kompromis i 1105: Kongen opgav retten til at vælge og indsætte biskopper, men kirken indvilligede i, at han kunne modtage hyldest fra biskopperne for de verdslige landbesiddelser, som kirken besad i hans domæner.

### Byggeprojekter
Matilde havde et lille livgeding, men det havde et herredømmes rettigheder, som tillod hende at administrere hendes ejendomme. De fleste af hendes enkesæder blev give fra lande, der tidligere havde været ejet af Edith af Wessex. Derudover ydede kong Henrik adskillige tilskud til dronningen, herunder betydelig ejendom i London, et politisk skridt foretaget for at vinde over de urolige londonere, der var stærke tilhængere af Wessex kongerne.
Matilde havde en stor interesse for arkitektur og brugte sin betydelige indkomst til at anspore opførelsen af mange bygninger i normannisk stil, herunder Waltham Abbey og Holy Trinity Aldgate. Efter at hendes følge havde haft vanskeligt ved at krydse floden Lea for at komme til Barking Abbey, lod dronningen den første buebro i England opføre ved Stratford-le-Bow med en dæmning over marsken.
Ligesom sin mor var Matilde kendt for sin hengivenhed over for de fattige og byggede offentlige bade i Queenhithe og et badehus med indlagt vand. Hun viste en særlig interesse for spedalskhed og grundlagde mindst to hospitaler for spedalske, herunder den institution, der senere blev til sognekirken St. Giles-in-the-Fields.

## Fromhed
Dronning Matilde blev beskrevet som "en kvinde med usædvanlig hellighed, i fromhed en rival til sin mor og i sin egen karakter fritaget fra al ond indflydelse." Hun blev husket af sine undersåtter som Mathilda bona regina (Matilde den gode dronning) og gjort forsøg på at helgenkåre hende.
Matilde var kendt for sin generøsitet over for kirken, grundlagde og støttede klostre og hospitaler for spedalske. Malmesbury skriver om hende, at hun gik i kirke ved fasten barfodet og vaskede de syges fødderne og kyssede deres hænder. Dronning Matilde var protektor for munken Bendeits version af Brendan Søfareren skrevet omkring 1106–1118. Hun gav også munken Thurgot af Durham en bestilling på at skrive en biografi om hendes mor, Sankt Margrete.

## Børn
Mens Henrik havde adskillige uægte børn med forskellige elskerinder, fik han og Matilde to børn, der nåede voksenalderen: Matilde (7. februar 1102 - 10. september 1167) og Vilhelm Adelin (5. august 1103 - 25. november 1120). Parret kan muligvis også have fået et dødfødt barn i juli 1101. Nogle historikere som Chibnall har hævdet, at der ikke var nogen graviditet inden den med kejserinde Matilde, "da det ikke gav tid til en normal anden graviditet". Gennem Matilde var de engelske monarker efter den normanniske erobring af England beslægtet med monarkerne af angelsaksiske hus Wessex monarker.

## Død og arv
Den 1. maj 1118 døde Matilde i Westminster Palace. Hun ville gerne begraves ved Holy Trinity i Aldgate, men kong Henrik beordrede hende begravet ved Westminster Abbey ved Edvard Bekenderen. Inskriptionen på hendes grav lyder: "Her ligger den berømte dronning Matilde den anden, der overgik både unge og gamle i sin tid. Hun var for alle en moralsk rettesnor og livets prydelse."
Matildes søn, Vilhelm Adelins død i Det Hvide Skibs forlis i november 1120, og hendes enkemands manglende evne til at producere en legitim søn fra sit andet ægteskab med Adelheid af Leuven førte til arvekrise, og som en konsekvens deraf en lang borgerkrig. Under sin regeringstid insisterede Stefan af Blois på, at dronning Matilde faktisk havde været nonne, og at hendes datter, kejserinde Matilde, derfor ikke var legitim arving til den engelske trone.
Dronning Matildes omdømme forbedredes betydeligt gennem hele hendes barnebarn Henrik 2.'s regeringstid, men hun blev husket i stadig mindre grad på et tidspunkt i det 13. og 14. århundrede.

## Littaratur
- Chibnall, Marjorie (1992). The Empress Matilda: Queen Consort, Queen Mother, and Lady of the English. Oxford, UK Cambridge, Mass: Blackwell. ISBN 9780631157373. OCLC 29924153.
- Green, Judith (2006). Henry I : King of England and Duke of Normandy. Cambridge: Cambridge University Press. ISBN 9780521591317. OCLC 61757059.
- Hilton, Lisa (2010). Queens Consort: England's Medieval Queens from Eleanor of Aquitaine to Elizabeth of York. New York, NY: Pegasus Books LLC. ISBN 9781605981055. OCLC 649718519.
- Hollister, C. Warren (2001).  Frost, Amanda Clark (red.). Henry I. New Haven: Yale University Press. ISBN 9780300143720. OCLC 907375996.
- Huneycutt, Lois L. (2003). Matilda of Scotland: A Study in Medieval Queenship. Rochester, NY: Boydell Press. ISBN 9781846151149. OCLC 229990725.
- Ritchie, R. L. Græme (1950). "The Date of the "Voyage of St Brendan"". Medium Ævum. Oxford, UK: Society for the Study of Medieval Languages and Literature. 19: 64-66. doi:10.2307/43626381. ISSN 0025-8385. JSTOR 43626381. OCLC 7787819373.
- Turgot (1884). Life of St. Margaret Queen of Scotland. Oversat af Forbes-Leith, William. Edinburgh: W. Paterson. OCLC 697981344. Hentet 2020-05-25.
- Tyler, Elizabeth Muir (2017). "Edith Becomes Matilda". England in Europe : English Royal Women and Literary Patronage, c. 1000–c. 1150. Toronto Buffalo London: University of Toronto Press. s. 302-353. ISBN 9781442685956. JSTOR 10.3138/j.ctt1whm96v.14. OCLC 984991708.
- Weir, Alison (2017). Queens of the Conquest: England's Medieval Queens. London, England: Penguin Random House UK. ISBN 9781910702079. OCLC 1003999244.

## Eksterne links
- Medieval Women: The Life Of St Margrete, Queen Of Skotland Af Turgot, biskop af St. Andrews Ed. Vilhelm Forbes-Leith, SJ tredje udgave. Edinburgh: David Douglas, 1896. Hentet 14. marts 2011.